# パレオ・インディアン
パレオ・インディアン（Paleo-Indians）とはかつて旧石器時代の北米大陸に定住していた原始的な古代先住民族で、現インディアンの祖先である。
名前のパレオの名はギリシャ語で古代を意味する「palaios」から名付けられている。
パレオ・インディアンが使っていたとされるクローヴィス文化の尖頭器は、北米各地で発掘されている。石器で作った槍で北米に生息していたマストドン、マンモス、古代のカリブーやバイソン（Bison latifrons） 、ヘラジカ、アメリカアカシカ、ナキウサギなどの古代の動物を狩り食料や衣服にしたりしていたとされる。また昆虫や木の実や漿果や根菜などを食料にし、洞窟で暮らしていた。
氷期の終わり紀元前5000年頃ベーリング海峡を経たユーラシア大陸（東シベリア）と北米（アラスカ）が陸続きになっていたときに移動しながら狩猟をして暮らす遊牧民族のグループが北米に渡ったとされる。そしてアラスカからさらに南に移動して行きロッキー山脈周辺で定住していたが後に幾つかのグループに別れ、バラバラに更に南や東などに移動していった。それが現在のインディアン部族となるアパッチ族、アラパホ族、クロウ族、シャイアン族、ショーショーニー族、スー族、セネカ族、ブラックフット族、フラットヘッド族、ユート族などの各部族である。

## アメリカ大陸への移住

アフリカ単一起源説を基にした初期の人類の移住地図

詳細な時期や経路等を含むアメリカ大陸へのパレオ・インディアンの移住については、現在も研究や議論の対象となっている。伝統的な理論では、初期の移住は第四紀の氷期のため海面が大きく下がったため、17,000年前に東部シベリアと現在のアラスカ間のベーリング地峡を渡ったこととされている。
これらの人々は、ローレンタイド氷床やコルディレラ氷床の間に広がる氷の回廊を伝って現在既に絶滅した更新世の大型哺乳類を追って来たと考えられている。また徒歩または船を使用し太平洋岸を伝って南アメリカ大陸ヘ渡ったという経路も考えられている。後者の証拠が最終氷期に起こった数百メートルの海面上昇により隠れていると考えられる。
考古学者は、パレオ・インディアンは約40,000年前から約16,000年前にかけてベーリング地峡（西アラスカ）を渡ったと考えている。時期については大きな幅があり、よって今後の議論や研究が待たれる。特に16,000年前–13,000年前の最終氷期末の多くのアメリカ大陸での移住民は中央アジアに起源を発するものと考える説もある。しかし、アメリカ大陸への先住民の入植は1回ではないとする別の説もあり、現在のヨーロッパ大陸を起源とする説もある。